# Autobahn Hegang-Harbin
Die Autobahn Hegang-Harbin oder Heha-Autobahn (chinesisch 鹤哈高速公路, Pinyin Hèhā gāosù gōnglù, englisch Heha Expressway), chin. Abk. G1111, ist eine größtenteils fertiggestellte regionale Autobahn in der Provinz Heilongjiang im Nordosten Chinas. Die 460 km lange Autobahn führt zunächst von der G11 bei Hegang aus nach Westen nach Yichun und von dort in südwestlicher Richtung über Suihua in die Provinzhauptstadt Harbin, in deren Autobahnring G1001 sie einmündet. Die Streckenabschnitte zwischen Yichun und Harbin sind bereits fertiggestellt, die zwischen Yichun und Hegang befinden sich im Bau.